# Velký Ratmírov
Velký Ratmírov (en allemand : Groß Rammerschlag) est une commune du district de Jindřichův Hradec, dans la région de Bohême-du-Sud, en République tchèque. Sa population s'élevait à 223 habitants en 2020.

## Géographie
Velký Ratmírov se trouve à 7 km au nord-ouest du centre de Jindrichuv Hradec, à 41 km au nord-est de České Budějovice et à 107 km au sud-sud-est de Prague.
La commune est limitée par Pluhův Žďár à l'ouest et au nord, par Lodhéřov à l'est, par ŽďáJindrichuv Hradecr au sud, et par Kardašova Řečice au sud-ouest.

## Histoire
La première mention écrite du village date de 1420.